# محمدرضا دستواره
سید محمدرضا دستواره (۱۳۳۸ –۱۳ تیر ۱۳۶۵) نظامی ایرانی بود که در خلال جنگ ایران و عراق از اعضای سپاه پاسداران انقلاب اسلامی محسوب می‌شد و قائم‌مقامی لشکر ۲۷ محمد رسول‌الله را برعهده داشت. وی در خلال اجرای عملیات کربلای ۱ در منطقه مهران کشته شد.
بلواری در تهران به نام وی نام‌گذاری شده‌است.

## زندگی‌نامه
محمدرضا دستواره در سال ۱۳۳۸ در تهران، در خانواده‌ای مذهبی زاده شد. وی به واسطه حضور فعال و مستمر در تظاهرات علیه حکومت پهلوی، شناسایی شد و در روز ۱۴ آبان ۱۳۵۷ در دانشگاه تهران دستگیر و به زندان رفت.

## پس از انقلاب
وی در مراسم استقبال از سید روح‌الله خمینی، مسئول امنیت قسمتی از میدان آزادی بود. با وقوع انقلاب، به کمیته انقلاب اسلامی پیوست. وی بعد از چهار ماه به عضویت سپاه پاسداران انقلاب اسلامی درآمد. با آغاز ناآرمی‌ها در غرب کشور، داوطلبانه طی مأموریتی عازم کردستان شد.

### فعالیت‌ها در کردستان
دستواره در کردستان همراه فرماندهانی مانند رضا چراغی و احمد متوسلیان تمام تلاش خود را برای برقراری امنیت به کار گرفت. با آزادسازی مریوان، وی به دستور احمد متوسلیان، به عنوان مسئول تدارکات مأموریت یافت تا کالاهای ضروری مردم را تهیه کرده و در اختیار شهروندان کُرد قرار دهد. دستواره مدتی نیز فرماندهی «پاسگاه شهدا»، در محور مریوان را به عهده داشت.
زمانی که متوسلیان مأموریت یافت تیپ محمدرسول الله را تشکیل دهد، دستواره راهی جنوب کشور شد و در آنجا به علت مهارت در جذب نیرو، «مأمور تشکیل واحد پرسنلی تیپ» شد.

## جنگ ایران و عراق
متوسلیان در اواخر خرداد سال ۱۳۶۱ در مأموریتی به همراه هیأتی رسمی از مسئولین سیاسی-نظامی ایران راهی سوریه شد، تا راه‌های مساعدت به مردم لبنان را بررسی نماید. در این سفر دستواره حضور داشت.
پس از عملیات «رمضان» و «مسلم‌بن‌عقیل» وی به «فرماندهی تیپ سوم ابوذر» منصوب شد و تا زمان عملیات «خیبر» در همین مسئولیت به خدمت مشغول بود.
در جریان عملیات خیبر و با کشته شدن محمدابراهیم همت و واگذاری فرماندهی به عباس کریمی وی به عنوان «قائم مقام لشکر ۲۷ حضرت رسول» منصوب شد. پس از درگذشت عباس کریمی در عملیات بدر، به عنوان سرپرست لشکر منصوب شد و در نهایت با انتصاب فرماندهی جدید لشکر، دستواره همچنان به عنوان قائم مقام لشکر، فعالیت می‌کرد.

## ازدواج
دستواره در ۵ اردیبهشت ۱۳۶۱ زندگی مشترک خود را با عذرا رستمیان شروع کرد. پسرش سید مهدی دستواره (مدیر عامل پارک ارم) در ۲۱ فروردین ١٣٦٣ به دنیا آمد.

## کشته شدن
وی در ۱۳ تیر ۱۳۶۵ و در جریان عملیات کربلای ۱، «آزادسازی شهر مهران» کشته شد.

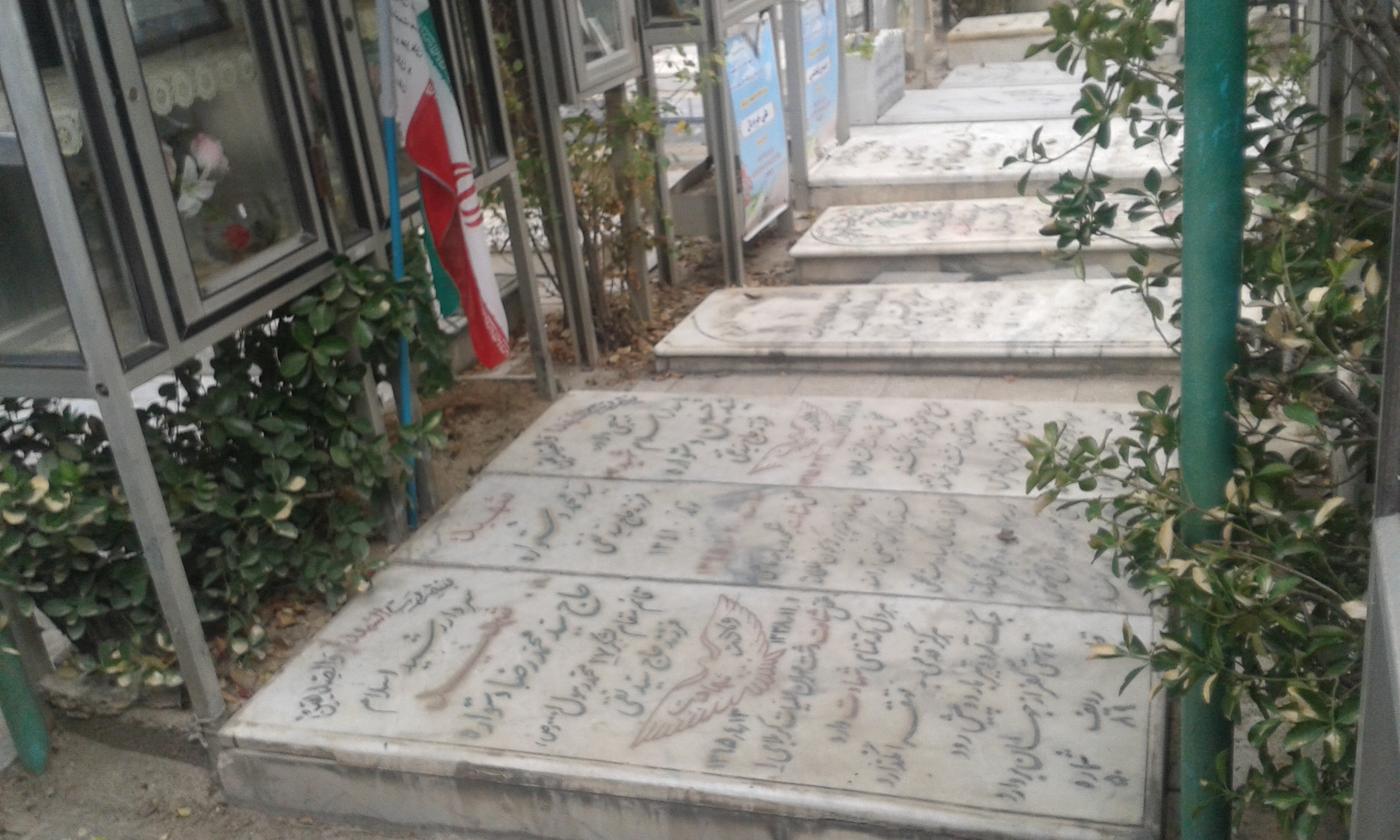
مزار برادران دستواره در قطعه ۲۶ بهشت زهرای تهران

برادرش حسین دستواره ۲۹ خرداد ۱۳۶۵ در جریان آزادسازی مهران کشته شد. برادر دیگر وی، محمد دستواره در ۲۰ دی ۱۳۶۵ در عملیات کربلای ۵ در شلمچه کشته شد.
دستواره ۱۱ بار مجروح شد. در آذر ۱۳۵۹ بر اثر ترکش استخوان لگن وی خرد شد و بر اثر همین مجروحیت تا پایان عمر پایش را به زمین می کشید و راه می رفت.